# Estación de El Prat Estació
La estación de El Prat Estació del metro de Barcelona es una estación de la línea 9 que está situada en el centro de la localidad de El Prat de Llobregat. Dispone de ascensores y escaleras mecánicas. En esta estación no solamente pararán trenes de la línea 9, también llegarán trenes de la línea 2 por el mismo túnel y que permitirán llegar al centro de Barcelona. Más adelante también llegará la línea 1 (de la que será cabecera). La estación de la L9 se abrió al público el 12 de febrero de 2016, y la de la L1 y la L2 todavía no tiene fecha prevista.
| << cabecera | < estación | línea  | estación >            | cabecera >>           |
| ----------- | ---------- | ------ | --------------------- | --------------------- |
| Metro       |            |        |                       |                       |
| terminal    | terminal   | (2030) | Hospital de Bellvitge | Fondo                 |
| Aeroport T1 | Cèntric    | (2024) | La Ribera             | Badalona Pompeu Fabra |
| Aeroport T1 | Cèntric    | (2024) | La Ribera             | Can Zam               |
| Aeroport T1 | Cèntric    |        | Les Moreres           | Zona Universitària    |